# コロニアルアッフェアー
コロニアルアッフェアー (Colonial Affair) とは、アメリカ合衆国のサラブレッドの競走馬、および種牡馬である。1993年のベルモントステークスなどアメリカでG1競走3勝を挙げた。のちに種牡馬として日本へ輸出されている。

## 経歴
1990年にアメリカ合衆国ヴァージニア州にある、ヘンマン・グリーンバーグ夫妻の経営するラトリッジファームで生まれたサラブレッドである。
フリント・シュローファー調教師のもとで競走馬となり、1992年10月のベルモントパーク競馬場でデビューを飾った（2着）。翌戦で初勝利を挙げ、4戦1勝の戦績で同年を終えた。翌年には遅れてクラシック路線に乗り、下級条件戦からピーターパンステークスに挑戦して2着に入ると、その勢いでベルモントステークスに登録された。鞍上は前走と同じジュリー・クローンが務めることになった。
同年のベルモントステークスはプリークネスステークス優勝馬のプレイリーバイユーが1番人気で単勝オッズ3.7倍、コロニアルアッフェアーは単勝14.9倍の7番人気に支持された。スタートからアントリムロードとチェロキーランが集団を引っ張るなかで、コロニアルアッフェアーは中団に収まってバックストレッチへと向かっていった。そのバックストレッチでプレイリーバイユーが故障して後退するのを尻目に、コロニアルアッフェアーは徐々に順位を上げていき、第3コーナーからまくり上げて前を行くチェロキーランを追い抜いた。そして直線で先頭に立つとそのまま後続を置き去りにし、追い込んできた2着キッスィンクリスに2馬身4分の1の着差を開けて優勝を手にした。鞍上のクローンにとっても初のベルモントステークス制覇で、これはアメリカ競馬史上初の女性によるクラシック制覇の快挙でもあった。
ベルモントステークス後は、ジムダンディステークスからブリーダーズカップ・クラシックへと向かう3歳の王道路線を歩んでいった。しかし同年はその後よい結果が出ず、ジョッキークラブゴールドカップで2着に入った以外には大きな戦果を挙げられなかった。とくにモルソンエクスポートミリオンとブリーダーズカップ・クラシックではそれぞれ最下位に沈む惨敗であった。クローンはトラヴァーズステークス終了後に乗り替わりになり、モルソンミリオン以降は引退までホセ・サントスが騎乗している。
1994年は東海岸の競走に登録されていった。前年の不調とは打って変わって年初より2着を確保し、翌戦のエクセルシオールハンデキャップでひさびさの勝利を挙げた。同年はデヴィルヒズデューやホーリーブルなどといった他世代の強豪と対決しており、メトロポリタンハンデキャップでは8着惨敗を喫したが、8月に出走したホイットニーハンデキャップではハナ差でデヴィルヒズデューを抑えてベルモントステークス以来のG1勝ちを収めている。その後ウッドワードステークスで3着、10月のジョッキークラブゴールドカップでふたたびデヴィルヒズデューらを破ってG1競走3勝目を挙げた。

## 引退後
引退後は種牡馬として、1995年よりゲインズウェイファームに繋養されていた。1998年に日本へと輸出されたが、活躍馬はほとんど出ず、2003年にアロースタッドからアルゼンチンのエルパライソ牧場へと輸出された。

## 評価

### おもな勝鞍
1992年（2歳） 4戦1勝
1993年（3歳） 9戦3勝
ベルモントステークス (G1)
2着 - ピーターパンステークス (G2)
1994年（4歳） 7戦3勝
エクセルシオールブリーダーズカップハンデキャップ (G2)、ホイットニーハンデキャップ (G1)、ジョッキークラブゴールドカップ (G1)
2着 - ウェストチェスターハンデキャップ (G3)

## 血統表
| コロニアルアッフェアーの血統          | コロニアルアッフェアーの血統                     | コロニアルアッフェアーの血統                     | （血統表の出典）                                 | （血統表の出典） |
| 父系                                  | リボー系                                         | リボー系                                         | リボー系                                         | [ § 2 ]          |
| 父 Pleasant Colony 1978 鹿毛 アメリカ | 父の父His Majesty 1968 鹿毛 アメリカ             | Ribot                                            | Tenerani                                         | Tenerani         |
| 父 Pleasant Colony 1978 鹿毛 アメリカ | 父の父His Majesty 1968 鹿毛 アメリカ             | Ribot                                            | Romanella                                        |                  |
| 父 Pleasant Colony 1978 鹿毛 アメリカ | 父の父His Majesty 1968 鹿毛 アメリカ             | Flower Bowl                                      | Alibhai                                          | Alibhai          |
| 父 Pleasant Colony 1978 鹿毛 アメリカ | 父の父His Majesty 1968 鹿毛 アメリカ             | Flower Bowl                                      | Flower Bed                                       |                  |
| 父 Pleasant Colony 1978 鹿毛 アメリカ | 父の母Sun Colony 1968 鹿毛 アメリカ              | Sunrise Flight                                   | Double Jay                                       | Double Jay       |
| 父 Pleasant Colony 1978 鹿毛 アメリカ | 父の母Sun Colony 1968 鹿毛 アメリカ              | Sunrise Flight                                   | Misty Morn                                       |                  |
| 父 Pleasant Colony 1978 鹿毛 アメリカ | 父の母Sun Colony 1968 鹿毛 アメリカ              | Colonia                                          | Cockrullah                                       | Cockrullah       |
| 父 Pleasant Colony 1978 鹿毛 アメリカ | 父の母Sun Colony 1968 鹿毛 アメリカ              | Colonia                                          | Nalga                                            |                  |
| 母 Snuggle 1985 栗毛 アメリカ         | 母の父Nijinsky 1967 鹿毛 カナダ                  | Northern Dancer                                  | Nearctic                                         | Nearctic         |
| 母 Snuggle 1985 栗毛 アメリカ         | 母の父Nijinsky 1967 鹿毛 カナダ                  | Northern Dancer                                  | Natalma                                          |                  |
| 母 Snuggle 1985 栗毛 アメリカ         | 母の父Nijinsky 1967 鹿毛 カナダ                  | Flaming Page                                     | Bull Page                                        | Bull Page        |
| 母 Snuggle 1985 栗毛 アメリカ         | 母の父Nijinsky 1967 鹿毛 カナダ                  | Flaming Page                                     | Flaring Top                                      |                  |
| 母 Snuggle 1985 栗毛 アメリカ         | 母の母Mirthful Flirt 1972 栗毛                   | Raise a Native                                   | Native Dancer                                    | Native Dancer    |
| 母 Snuggle 1985 栗毛 アメリカ         | 母の母Mirthful Flirt 1972 栗毛                   | Raise a Native                                   | Raise You                                        |                  |
| 母 Snuggle 1985 栗毛 アメリカ         | 母の母Mirthful Flirt 1972 栗毛                   | Glad Rags                                        | High Hat                                         | High Hat         |
| 母 Snuggle 1985 栗毛 アメリカ         | 母の母Mirthful Flirt 1972 栗毛                   | Glad Rags                                        | Dryad F-No.13-b                                  |                  |
| 母系(F-No.)                           | 13号族(FN:13-b)                                  | 13号族(FN:13-b)                                  | 13号族(FN:13-b)                                  | [ § 3 ]          |
| 5代内の近親交配                       | Native Dancer 母内4x5=9.38%、 Hyperion 5x5=6.25% | Native Dancer 母内4x5=9.38%、 Hyperion 5x5=6.25% | Native Dancer 母内4x5=9.38%、 Hyperion 5x5=6.25% | [ § 4 ]          |
| 出典                                  | 1. 2. 3. 4.                                      | 1. 2. 3. 4.                                      | 1. 2. 3. 4.                                      | 1. 2. 3. 4.      |

## 備考
1. ↑  のちに予後不良と診断され、安楽死処分が施された。
2. 1 2 3  “コロニアルアッフェアー(USA) 血統情報：5代血統表”. JBISサーチ.   公益社団法人日本軽種馬協会. 2019年9月6日閲覧。
3. 1 2  “コロニアルアッフェアーの5代血統表”. netkeiba.   Net Dreamers Co., Ltd.. 2019年9月6日閲覧。